# Joaquina Matos
Maria Joaquina Baptista Quintans de Matos (13 de setembro de 1952) é uma professora aposentada, deputada e política portuguesa. Ela é deputada à Assembleia da República na XIV legislatura pelo Partido Socialista. Possui uma licenciatura em Filologia Germânica.
Foi Presidente da Câmara Municipal de Lagos de 2013 a 2019.